# 圣乔治代格罗塞耶
圣乔治德格罗塞耶（法語：Saint-Georges-des-Groseillers，法語發音：[sɛ̃ ʒɔʁʒ de ɡʁozɛje] ⓘ）是法国奥恩省的一个市镇，位于该省西北部，属于阿让唐区。

## 地理
圣乔治德格罗塞耶（48°46'13"N, 0°34'24"W）面积7.06 平方千米，位于法国诺曼底大区奧恩省，该省份为法国西北部内陆省份，北起顺时针与卡爾瓦多斯省、厄尔省、厄尔-卢瓦省、萨尔特省、马耶讷省和芒什省接壤。
与圣乔治德格罗塞耶接壤的市镇（或旧市镇、城区）包括：卡利尼、欧比松、弗莱尔、拉朗德帕特里、努瓦罗河畔蒙蒂伊。
圣乔治德格罗塞耶的时区为UTC+01:00、UTC+02:00（夏令时）。

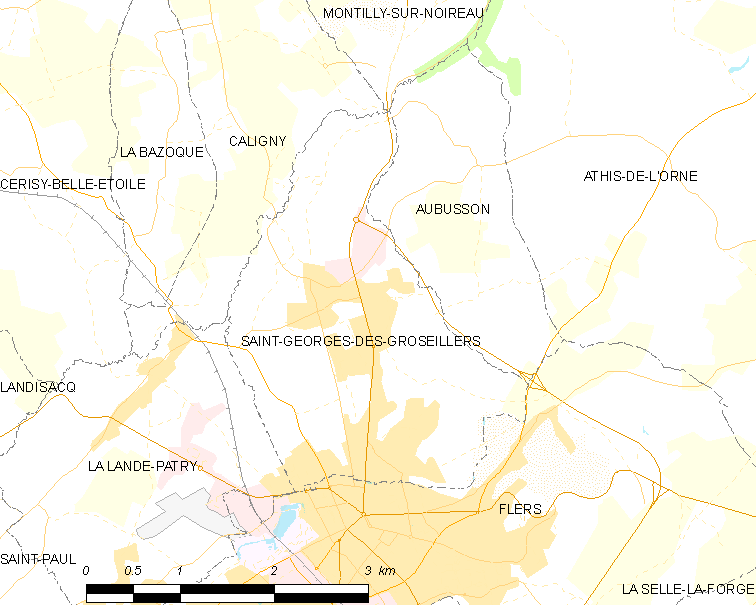
圣乔治德格罗塞耶的OSM定位图

## 行政
圣乔治德格罗塞耶的邮政编码为61100，INSEE市镇编码为61391。

## 政治
圣乔治德格罗塞耶所属的省级选区为弗莱尔第二县。

## 人口

1962-2008年间圣乔治德格罗塞耶人口变化图示

圣乔治德格罗塞耶于2022年1月1日时的人口数量为3169人。